# Blindverkostung
Eine Blindverkostung, auch gedeckte Verkostung (Tasting), ist eine Verprobung von Weinen, Bier, Mineralwässern, Käse und vielen anderen Lebensmitteln und Genussmitteln zur möglichst objektiven Qualitäts- und Merkmalsbewertung des Produktes. Die Etiketten der Weinflaschen sind beim Einschenken in die Gläser abgedeckt. Auch bei der Verkostung anderer Produkte sind den Verkostern Produkthinweise auf die Erzeugerfirma nicht erkenntlich. Durch das Ausschalten von Faktoren, wie der Kenntnis von Ursprung, Hersteller oder ähnlichem, soll ermöglicht werden, dass die Beurteilung seitens der Verkoster nicht beeinflusst werden kann.
Damit wird bei aller (nicht aufhebbaren) Subjektivität menschlicher Sinneseindrücke von Nase, Zunge und Gaumen angestrebt, einen möglichst großen Grad an Objektivität in eine sensorische Verprobung zu bringen. Die Verkostung soll sich nur auf den oder die zu verprobenden Objekte beschränken und z. B. nicht durch bekannte oder „berühmte Namen“ beeinflusst sein. Erst nach Ende der Probe wird aufgedeckt: die Zuordnung von Nummern oder anderen neutralen Kennzeichnungen zum Produzenten geschaffen. Eine Blindprobe muss daher vorbereitet werden; in der Regel weiß mindestens eine vorbereitende Person Bescheid über die Zuordnungen. Jedoch gibt es auch Methodiken, die das Wissen selbst dieser vorbereitenden Person herauszunehmen erlauben.

## Blindproben von Weinen
Die Blindprobe ist eine besondere, ambitionierte Art der Weinprobe. Ziel einer Blindverkostung ist eine möglichst objektive Bewertung von Wein anhand seiner sensorischen Merkmale und die Vergabe von Punkten in einem der Bewertungssysteme, ohne sich von Namen und Etiketten beeinflussen lassen zu wollen.
Zu einer Blindverkostung wird Wein gereicht, zu dem keine Daten bekannt sind – oder entscheidende Daten nicht genannt werden, um nur den Wein an sich qualitativ zu bewerten, ohne Kenntnis berühmter Namen, berühmter Lagen oder berühmter Winzer, die den (soweit irgend möglich) objektiven Bewertungsablauf eintrüben oder beeinflussen könnten.
Die Vorbereitung einer Blindverkostung bedarf eines gewissen Aufwandes. Es muss sich hinterher nachvollziehen lassen, in welcher Reihenfolge welche Weine serviert wurden. Üblicherweise ist also eine Person anwesend, die „Bescheid weiß“, was eine Trübung des Spaßes sein kann.
Eine Variante Richtung kompletter „Blindheit“ jedoch ist, dass eine Person aus den Flaschen zwei oder mehrere Weine in Karaffen umfüllt und die Flaschen entfernt, dann eine zweite herbeigerufene Person die Anordnung der Karaffen ändert – oder eben nicht, also z. B. bei zwei zu bewertenden Weinen die Karaffen tauscht, oder sie aber genauso stehen lässt. Dann weiß auch der Vorbereitende nicht mehr, welchen Wein er nun im rechten und linken Glas hat.
Bei Blindverkostungen können sich interessante neue Erkenntnisse und Überraschungen, auch der unangenehmen Art, wenn nämlich Tipps abzugeben sind, welcher exakte Wein aus einem bekannten Panel von Weinen nun genau in welchem Glas stecke, ergeben. Diese Aufgabenstellung hat schon manchen zunächst selbstgewissen Experten scheitern sehen.
Im Normalfall vergleicht man in einer Blindverkostung Weine mit ähnlicher Charakteristik, also z. B. Weine eines Anbaugebietes und aus einem Jahr. Dieses nennt man „Blind-Horizontale“. Hier werden z. B. 12 oder 15 markante Bordeaux-Weine des Jahres 2000 „gegeneinander“ verkostet. Die andere Variante ist die Château-Vertikale (siehe Vertikale (Wein)): man testet die Weine eines einzigen Weingutes, jedoch über verschiedene Jahrgänge hinweg. Dies ist dann eine „Blind-Vertikale“.

## Trivia
In der Kurzgeschichte „Geschmack“ von Roald Dahl wird ein Weinkenner vorgestellt, der behauptet, die Herkunft und den Jahrgang von Weinen allein nach dem Geschmack angeben zu können. In einer entscheidenden Wette bietet er, im Falle eines sehr seltenen Weins, seine zwei Häuser, wenn er mit seinem Urteil daneben liegen sollte; der Gastgeber muss allerdings, für den Fall, dass die Angaben richtig sind, dem Mann seine Tochter zur Frau geben. Auflösung: Der Weinkenner gewinnt die Wette – zunächst. Dann bringt ein Diener die den Anwesenden bekannte Lesebrille des Weinfachmanns, um sie dem Mann zurückzugeben. Der vorgebliche Weinkenner wird als Betrüger entlarvt. Er hat sich heimlich ins „Vorbereitungszimmer“ geschlichen und die Flasche angesehen. Dabei hat er die Brille neben der Flasche liegengelassen.